# 触-压觉
触-压觉是触觉和压觉的统称。它们是皮肤受到触或压等机械刺激时所引起的感觉。两者在性质上类似。触点和压点在皮肤表面的分布密度以及大脑皮层对应的感受区域面积与该部位对触-压觉的敏感程度呈正相关。人触压觉感受器在鼻、口唇和指尖分布密度最高。
力学感受器可以为游离神经末梢、毛囊感受器、迈斯纳小体、帕西尼氏小体、鲁菲尼小体、默克尔触觉盘等。